# 笑顔がごちそう ウチゴハン
『笑顔がごちそう ウチゴハン』（えがおがごちそう ウチゴハン）は、テレビ朝日系列で2007年4月8日から2013年3月24日まで、毎週日曜日18:00 - 18:30（JST）に放送されていた料理バラエティ番組である。味の素の一社提供。

## 概要
同番組は『料理バンザイ!』（雪印乳業の一社提供）から続く料理番組枠を引き継ぐものだが、前番組『いまどき!ごはん』までスポンサーだった農林水産省関連の団体などに代わり、味の素が単独スポンサーとなる。また、終了後には明治安田生命の30秒CMが流れた。
開始当初は毎回訪れるゲストに、旬の食材やゲストが持ってきたお土産の食材を使った手作り料理を江角が調理し、それと同時にゲストとトークを展開していた。他にも、ゲストが心に残っているメニューを語るコーナー「思い出のウチゴハン」や山口が食材についてクイズを出題していた。2008年以降は、料理人をゲストに迎えることもあり、2010年からは、主婦の定番メニューを作る上での悩みを料理人が解決していく「主婦のお悩み解決シリーズ」として、月に一度程度の割合で放送されていた。
2009年4月19日放送分で放送回数100回を迎え、100回目の放送では化学者・池田菊苗に関する再現ドラマを放送。山口智充が池田を演じた。
江角マキコが第二子出産に伴い、2009年12月6日放送分で産休に入り、その期間中は山口たち3人がゲストを迎えた。江角は2010年2月14日放送分から番組に復帰。ただし後述の家族設定があるため、番組内では「ママさんバレーの監督を頼まれ、留守にする機会が多くなるため」と説明。さらに番組復帰時には「土日は不在だったことが多かったが、平日は家にいた」と補足した。
材料に味の素製品を使うことがあっても、品目は「和風だしの素」といった一般名称を用いていたが、2010年4月4日以降の放送では商品名の「ほんだし」を用いている。また、一般名称である「うまみ調味料」はそのままの名称で用いていた。
2010年4月4日放送からは番組をリニューアルし、山口と子供たちが全国各地へ新鮮な食材を探しに出かけ、その食材をスタジオで調理するというスタイルに変更された。また、この時より江角による料理のポイントが要所で挿入されるようになった。
2013年4月改編に伴い、同年3月24日の放送をもって終了。味の素の一社提供枠は2013年4月の「〜世界にひとつ〜ミラクルレシピ!」から土曜18時30分に移動した。
放送休止の事例
2011年3月13日・20日は東日本大震災による報道特番で休止。20日はスポンサーの味の素が広告活動を自粛したため、前番組の『ANNスーパーJチャンネル』を18:30までの拡大版として代替放送した。翌年、3月11日も、東日本大震災1周年特別番組が放送されたため休止。2012年8月26日は『シルシルミシルさんデー』の特別編（テレビ朝日ほか一部地域のみ）が16:00-17:55に編成された関係で、通常は17:30から放送される『ANNスーパーJチャンネル』が18:00からの放送に変更されたため休止。2012年11月18日は野球・侍ジャパンマッチ2012「日本代表×キューバ代表」の中継（札幌ドーム）が18:00 - 21:58に編成されたため休止。

## 出演者
番組内では両親と子供の設定である。
司会・アシスタント
- パパ - 山口智充（DonDokoDon）
- ママ - 江角マキコ

子供たち
初代（2007年4月8日 - 2010年3月21日）
- 長女・ミク - 森乃美紅（現：榊原美紅）
- 次女・ミュウ - 松浦未唯

2代目（2010年4月4日 - 2012年3月18日）
- 長女・じゅな - 青木珠菜
- 長男・りお - 鈴木里和

3代目（2012年4月1日 - 2013年3月24日）
- 長女・ニイナ - ニイナ
- 長男・ジュンヤ - 青木淳耶

## おもな企画
ここで記述しているのは全て（2010年3月までにおける）スタジオパートの合間のVTR企画である。現在は前半に食材探しのVTRが、後半にプロによる料理のワンポイントアドバイスのVTRが入ることが多くなったため、ほとんど放送されていない。
まかない見せて! シェフのウチゴハン（2007年6月17日 -）
料理店のオーナーシェフが自ら調理する賄い飯を紹介。
シェフのアレンジゴハン（2008年9月21日 -）
家庭で余った食材や料理を、料理店のシェフがひと手間加えて別の料理にアレンジする企画。
今から間に合う!プチゴハン（2009年10月18日 -）
家庭にある食材を使った簡単に作れる料理を、3人のシェフ（おもに和食・洋食・中華料理）がそれぞれ調理する企画。
パパのかんたん小鉢（2012年9月30日 -）
山口が料理人から教わったその日の食材の残りを使った簡単に作れる料理を調理する企画。山口がこっそり夜食を調理する設定のため、消灯したキッチンで山口が調理し、一人で試食している。

## テーマ曲
- オープニングテーマ
  - SUNSHINE DAY「I'd Like To Be Your For A Day」（- 2012年3月18日、原曲はディズニー映画『フリーキー・フライデー』主題歌）
  - CHiCO（ACE） 「明日の元気ウチゴハン!」（2012年4月1日 - ）
- エンディングテーマ
  - Sowelu 「DANCE」（- 2009年3月29日）
  - 初音 「ヒトリ咲く頃」（2009年4月5日 - 2010年3月21日）
  - 初音「フツウっていう幸せ」（2010年4月4日 - 2012年3月18日）
  - 家入レオ「ripe」（2012年4月1日 - ）

## ネット局と放送時間
| 放送地域       | 放送局                       | 系列                                         | 放送日時           | 遅れ       |
| -------------- | ---------------------------- | -------------------------------------------- | ------------------ | ---------- |
| 関東広域圏     | テレビ朝日（EX）             | テレビ朝日系列                               | 日曜 18:00 - 18:30 | 制作局     |
| 北海道         | 北海道テレビ（HTB）          | テレビ朝日系列                               | 日曜 18:00 - 18:30 | 同時ネット |
| 青森県         | 青森朝日放送（ABA）          | テレビ朝日系列                               | 日曜 18:00 - 18:30 | 同時ネット |
| 岩手県         | 岩手朝日テレビ（IAT）        | テレビ朝日系列                               | 日曜 18:00 - 18:30 | 同時ネット |
| 宮城県         | 東日本放送（KHB）            | テレビ朝日系列                               | 日曜 18:00 - 18:30 | 同時ネット |
| 秋田県         | 秋田朝日放送（AAB）          | テレビ朝日系列                               | 日曜 18:00 - 18:30 | 同時ネット |
| 山形県         | 山形テレビ（YTS）            | テレビ朝日系列                               | 日曜 18:00 - 18:30 | 同時ネット |
| 福島県         | 福島放送（KFB）              | テレビ朝日系列                               | 日曜 18:00 - 18:30 | 同時ネット |
| 新潟県         | 新潟テレビ21（UX）           | テレビ朝日系列                               | 日曜 18:00 - 18:30 | 同時ネット |
| 長野県         | 長野朝日放送（abn）          | テレビ朝日系列                               | 日曜 18:00 - 18:30 | 同時ネット |
| 静岡県         | 静岡朝日テレビ（SATV）       | テレビ朝日系列                               | 日曜 18:00 - 18:30 | 同時ネット |
| 石川県         | 北陸朝日放送（HAB）          | テレビ朝日系列                               | 日曜 18:00 - 18:30 | 同時ネット |
| 中京広域圏     | 名古屋テレビ（メ〜テレ/NBN） | テレビ朝日系列                               | 日曜 18:00 - 18:30 | 同時ネット |
| 近畿広域圏     | 朝日放送（ABC）              | テレビ朝日系列                               | 日曜 18:00 - 18:30 | 同時ネット |
| 広島県         | 広島ホームテレビ（HOME）     | テレビ朝日系列                               | 日曜 18:00 - 18:30 | 同時ネット |
| 山口県         | 山口朝日放送（yab）          | テレビ朝日系列                               | 日曜 18:00 - 18:30 | 同時ネット |
| 香川県・岡山県 | 瀬戸内海放送（KSB）          | テレビ朝日系列                               | 日曜 18:00 - 18:30 | 同時ネット |
| 愛媛県         | 愛媛朝日テレビ（eat）        | テレビ朝日系列                               | 日曜 18:00 - 18:30 | 同時ネット |
| 福岡県         | 九州朝日放送（KBC）          | テレビ朝日系列                               | 日曜 18:00 - 18:30 | 同時ネット |
| 長崎県         | 長崎文化放送（ncc）          | テレビ朝日系列                               | 日曜 18:00 - 18:30 | 同時ネット |
| 熊本県         | 熊本朝日放送（KAB）          | テレビ朝日系列                               | 日曜 18:00 - 18:30 | 同時ネット |
| 大分県         | 大分朝日放送（OAB）          | テレビ朝日系列                               | 日曜 18:00 - 18:30 | 同時ネット |
| 鹿児島県       | 鹿児島放送（KKB）            | テレビ朝日系列                               | 日曜 18:00 - 18:30 | 同時ネット |
| 沖縄県         | 琉球朝日放送（QAB）          | テレビ朝日系列                               | 日曜 18:00 - 18:30 | 同時ネット |
| 福井県         | 福井放送（FBC）              | 日本テレビ系列 テレビ朝日系列                | 土曜 9:30 - 10:00  | 遅れネット |
| 宮崎県         | テレビ宮崎（UMK）            | フジテレビ系列 日本テレビ系列 テレビ朝日系列 | 木曜 10:45 - 11:15 | 遅れネット |
| 山梨県         | 山梨放送（YBS）              | 日本テレビ系列                               | 木曜 16:23 - 16:53 | 遅れネット |
| 富山県         | 北日本放送（KNB）            | 日本テレビ系列                               | 土曜 10:00 - 10:30 | 遅れネット |
| 徳島県         | 四国放送（JRT）              | 日本テレビ系列                               | 土曜 10:00 - 10:30 | 遅れネット |
| 高知県         | 高知放送（RKC）              | 日本テレビ系列                               | 土曜 9:30 - 10:00  | 遅れネット |
| 鳥取県・島根県 | 山陰放送（BSS）              | TBS系列                                      | 金曜 10:00 - 10:30 | 遅れネット |

## スタッフ
- ナレーション：近石真介（「シェフのウチゴハン」などVTRコーナーを担当）、松島みのり（2010年4月より担当）
- 構成：たちばなひとなり、須平敦宣、すずきB、柏木克紀
- フードコーディネーター：小田真規子
- TD：山口崇（俳優の山口崇とは無関係）
- カメラ：雨森貴之
- VE：東那美
- 照明：江口義信
- 音声：志村剛
- 美術：森つねお
- デザイン：前田香織
- 美術進行：清水基恵
- 大道具：内田聡子
- スタイリスト：井関智子（江角担当）、中山美和、嘉山裕子
- ヘアメイク：渡邊昭一（island）
- CG：丹羽央幸
- VTR編集：兵藤真澄
- MA：熊井明子、吉田章太
- 音効：矢部公英（ふなや）
- TK：長谷川菜花
- 子役指導：川瀬眞由美（テレビ朝日アスク）
- 編成：二階堂義明（テレビ朝日）
- 営業：山下純平（テレビ朝日）
- 宣伝：樽井勝弘（テレビ朝日）
- リサーチ：鹿山智美
- デジタルコンテンツ：長谷川主水（テレビ朝日）
- 制作進行：三田村奈緒子
- デスク：佐藤まゆみ
- AD：畑山祥平、内藤由里
- ディレクター：齋藤みゆき、扇山篤司、石原良憲、松岡智洋、高畑忠司、四戸美穂、小松生子、佐久間俊輔
- チーフディレクター：丸山佳夫
- プロデューサー：青山幸光（テレビ朝日、2011年8月7日 -、2010年2月-2011年7月までEP）、加藤佳子（テレビ朝日）、2011年8月7日 -、坂川綾那（よしもとクリエイティブ・エージェンシー）、礒田裕子 (バックアップメディア)
- ゼネラルプロデューサー：山下浩司（テレビ朝日）、2010年8月8日 -
- 協力：nissin、サンウエーブ工業、立川ブラインド工業、日立アプライアンス、三菱電機
- 技術協力：テイクシステムズ、ティ・ピー・ブレーン、麻布プラザ
- 美術協力：テレビ朝日クリエイト
- インテリア協力：ワンダーライト、アサヒ植木装飾、テレフィット
- 制作協力：テレビ朝日映像、吉本興業、バックアップメディア
- 制作著作：テレビ朝日

### 過去のスタッフ
- ナレーション：柳沢三千代、こじまかずこ（過去に番組内に登場していたキャラクターの声を担当）
- フードコーディネーター：江の島サザ江
- 料理協力：ニンニン服部
- カメラ：石黒康一、藤原朋巳
- VE：平田壮之介
- 音声：平井保
- 照明：金村悟史
- 美術：吉木崇
- 美術進行：亀井直子
- MA：岡崎博之
- スタイリスト：飯塚チサト、渡辺けいこ
- CG：藤井健一
- 編成：武居康仁・鈴木久裕・西村裕明・岩崎浩・金澤美保・遠藤華子・林雄一郎・尾崎雅彦・松瀬俊一郎・荒井祥之・池田佐和子・森大貴（全員テレビ朝日）
- 営業：江頭雄三・今枝義浩・三平裕之（全員テレビ朝日）
- 宣伝：天野貴代（テレビ朝日）
- デジタルコンテンツ：臼井正和（テレビ朝日）
- リサーチ：ノマド
- デスク：坂本あかり・伴倫子（2人共テレビ朝日）
- AD：玉城良浩、工藤隆
- AP：世羅美穂（テレビ朝日）
- ディレクター：佐藤恭也、並木慶、田川裕也、高野徹、渡邊修
- プロデューサー：渡辺実・荒井祥之・中田智也（全員テレビ朝日）、古川圭介・橘一徳（2人共よしもとクリエイティブ・エージェンシー）
- プロデューサー・演出：高橋正輝（テレビ朝日）
- チーフプロデューサー：蓮実一隆・山本隆司（全員テレビ朝日）
- ゼネラルプロデューサー：高橋良行（テレビ朝日、2008年9月中旬 - 2009年8月9日まではCP、2009年8月16日 - 2010年8月1日まではGP）

## 関連番組
- 二人の食卓 〜ありがとうのレシピ〜 - 2007年10月6日から2012年3月24日まで同局で放送した料理番組。
- おかずのクッキング - 1974年4月から2022年3月まで同局で放送した料理番組。
- 上沼恵美子のおしゃべりクッキング - 1995年4月3日から2022年4月4日まで朝日放送制作で放送した料理番組。
- ごちそうさま - かつて日本テレビ系列で放送されていた同スポンサーの料理番組。
- ほんパラ!関口堂書店→ほんパラ!痛快ゼミナール - 2000年4月から2002年3月まで同局で放送されている同スポンサーのバラエティ番組。
- 〜世界にひとつ〜ミラクルレシピ! - 2013年4月20日から2015年3月21日まで同局で放送した同スポンサーの料理番組。

## 書籍
- ウチゴハン 家族みんなの満腹レシピ（2009年9月7日発売・宝島社・TJ MOOK、 ISBN 978-4-7966-5877-5）
- ウチゴハン2 愛情たっぷり満腹レシピ（2010年4月15日発売・宝島社・TJ MOOK、 ISBN 978-4-7966-7616-8）